# Zamek Lenzburg
Zamek Lenzburg – zamek znajdujący się w miejscowości Lenzburg w kantonie Argowia na terenie Szwajcarii. Został ufundowany przez hrabiego von Lenzburg na początku XII wieku.

## Historia
Pierwsze budynki zamku Lenzburg pochodzą z początku XII wieku. Fundatorem zamku  był hrabia von Lenzburg. W 1173 cesarz Fryderyk I Barbarossa wszedł w posiadanie budowli. W latach 1273–1415 zamek znajdował się pod kontrolą Habsburgów, lecz w 1415 roku został zdobyty przez Berneńczyków. Habsburgowie rozbudowali kompleks o bramę oraz dom rycerza. Od 1442 roku w twierdzy urzędował berneński gubernator. W XVII wieku  rozbudowano fortyfikacje o wschodni oraz południowy bastion. W tamtym okresie wybudowano również kompleks hodowlany oraz rozpoczęto konserwację i rozbudowę budynków w północnej części zamku. Po założeniu kantonu Argowia w 1803 roku obiekt stał się własnością państwa i został wynajęty w 1823 roku nauczycielowi Christianowi Lippe, który prowadził w nim internat dla chłopców. Po śmierci Lippego zamek wielokrotnie zmieniał właściciela. W 1893 roku Augustus Jessup kupił zamek i wyremontował go dla swojej żony,  Mildred Marion Bowes-Lyon, krewnej brytyjskiej rodziny królewskiej. Przywrócono stan budowli z XVII wieku, dzięki usunięciu młodszych budynków. W 1911 roku zamek stał się własnością rodziny Lincolna Ellswortha. Po II wojnie światowej kompleks zakupiły władze kantonu Argowia. W latach 1978–1986 zamek Lenzburg został gruntownie odrestaurowany i umeblowany, co pozwoliło na udostępnienie go do użytku publicznego.

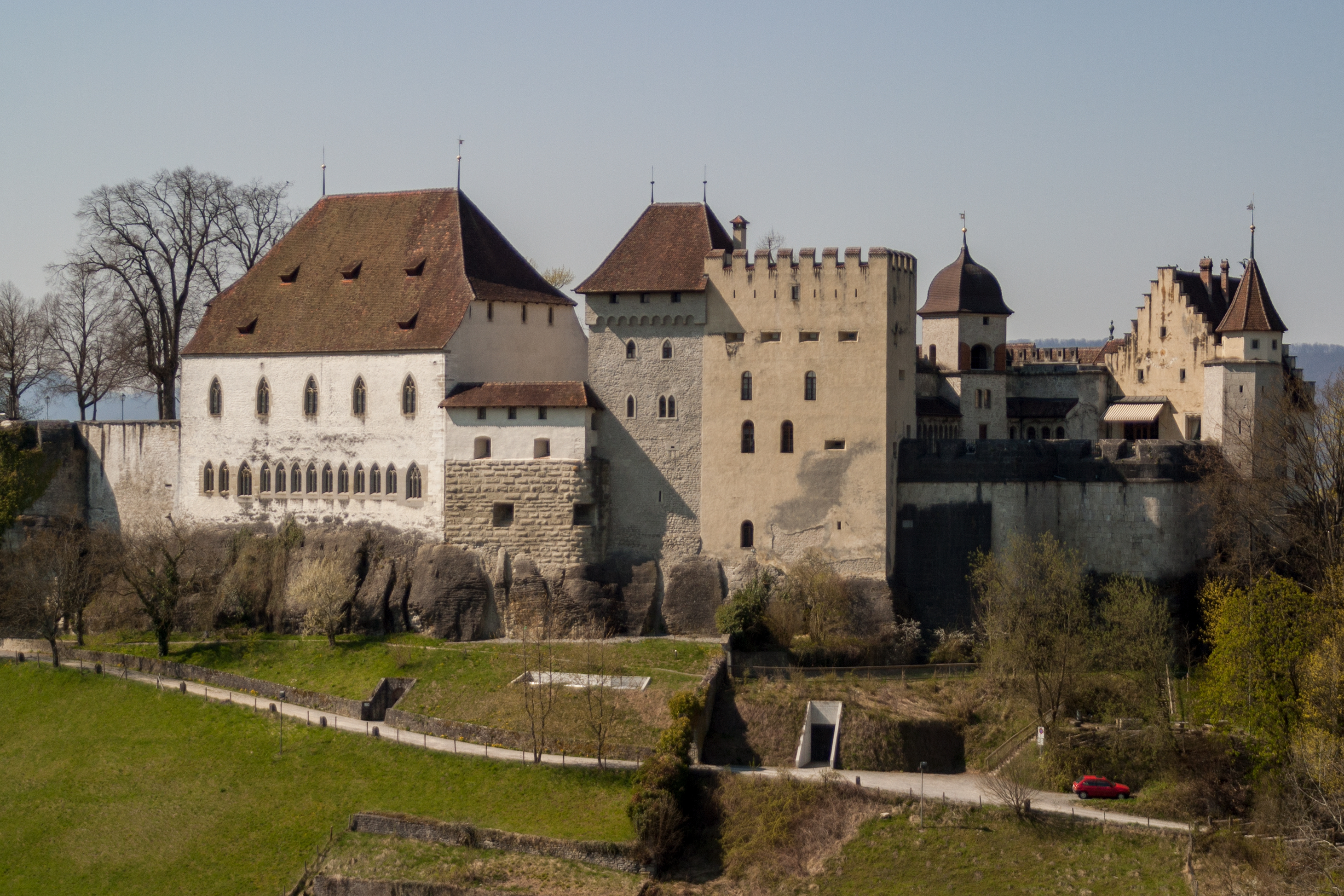
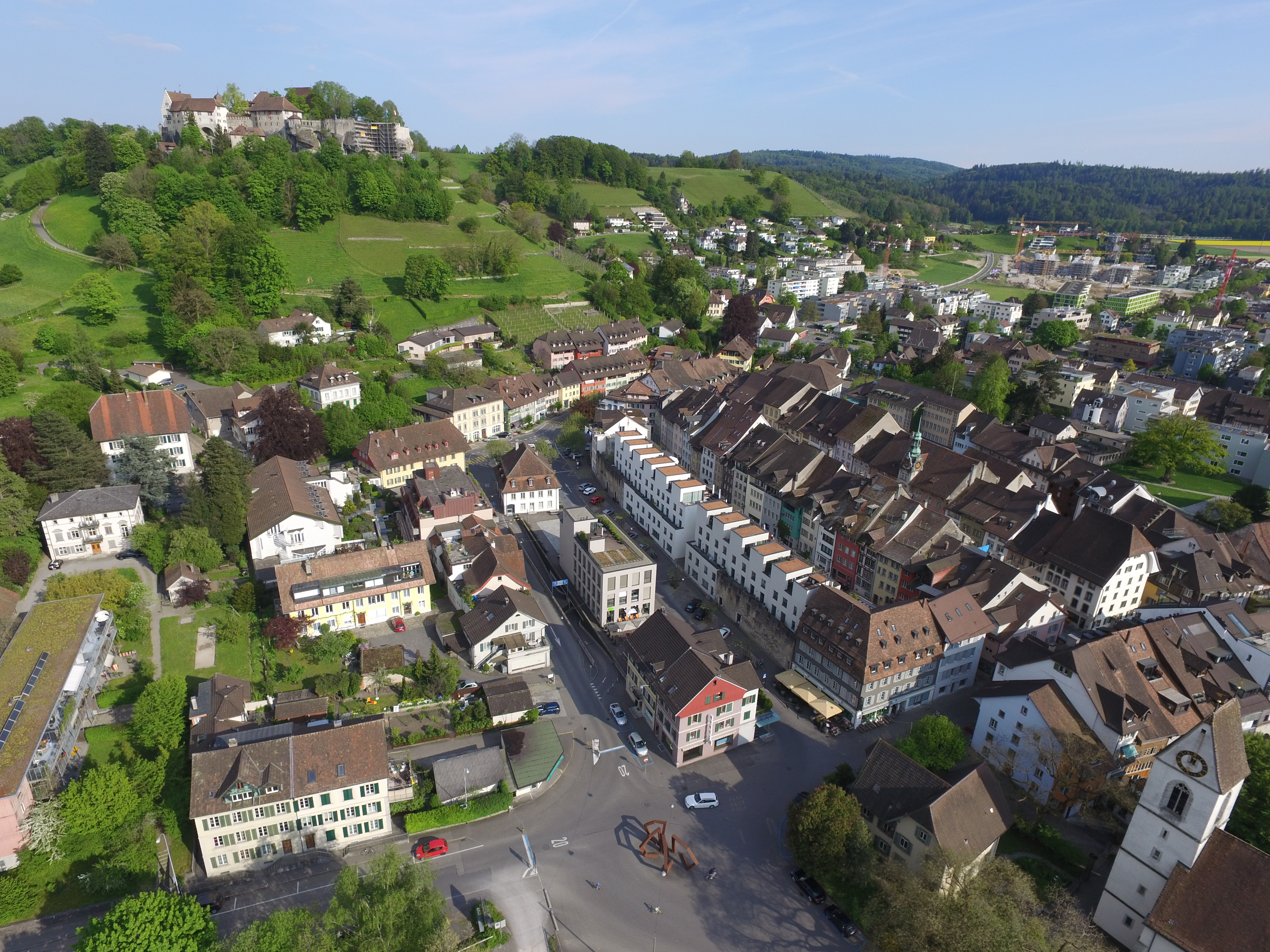
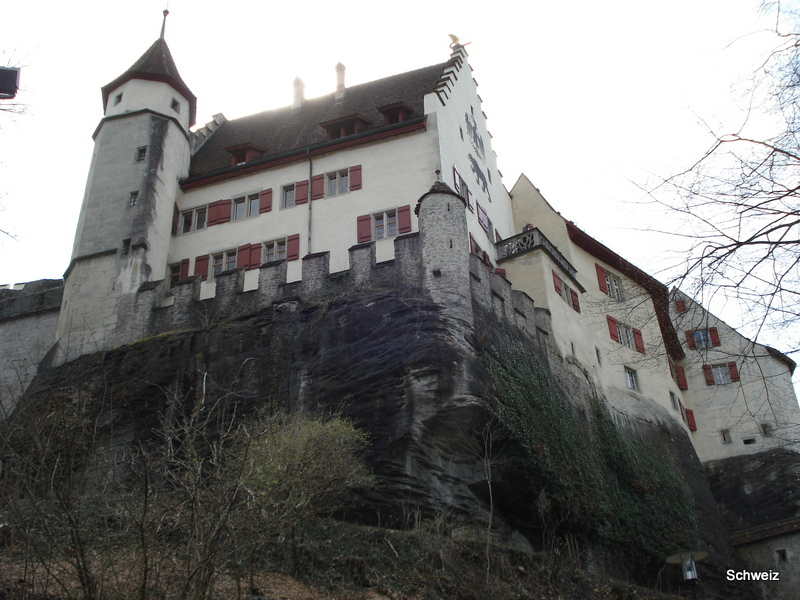
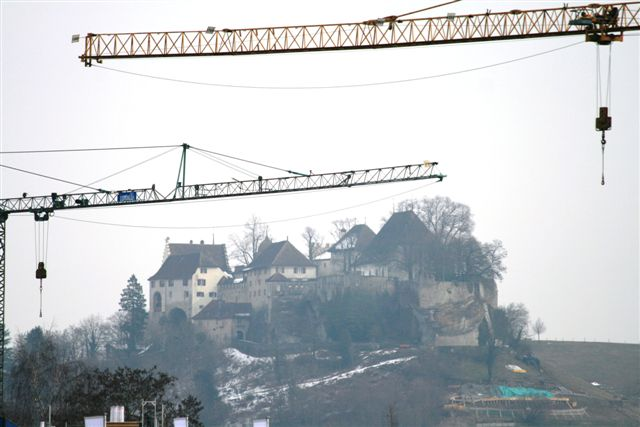
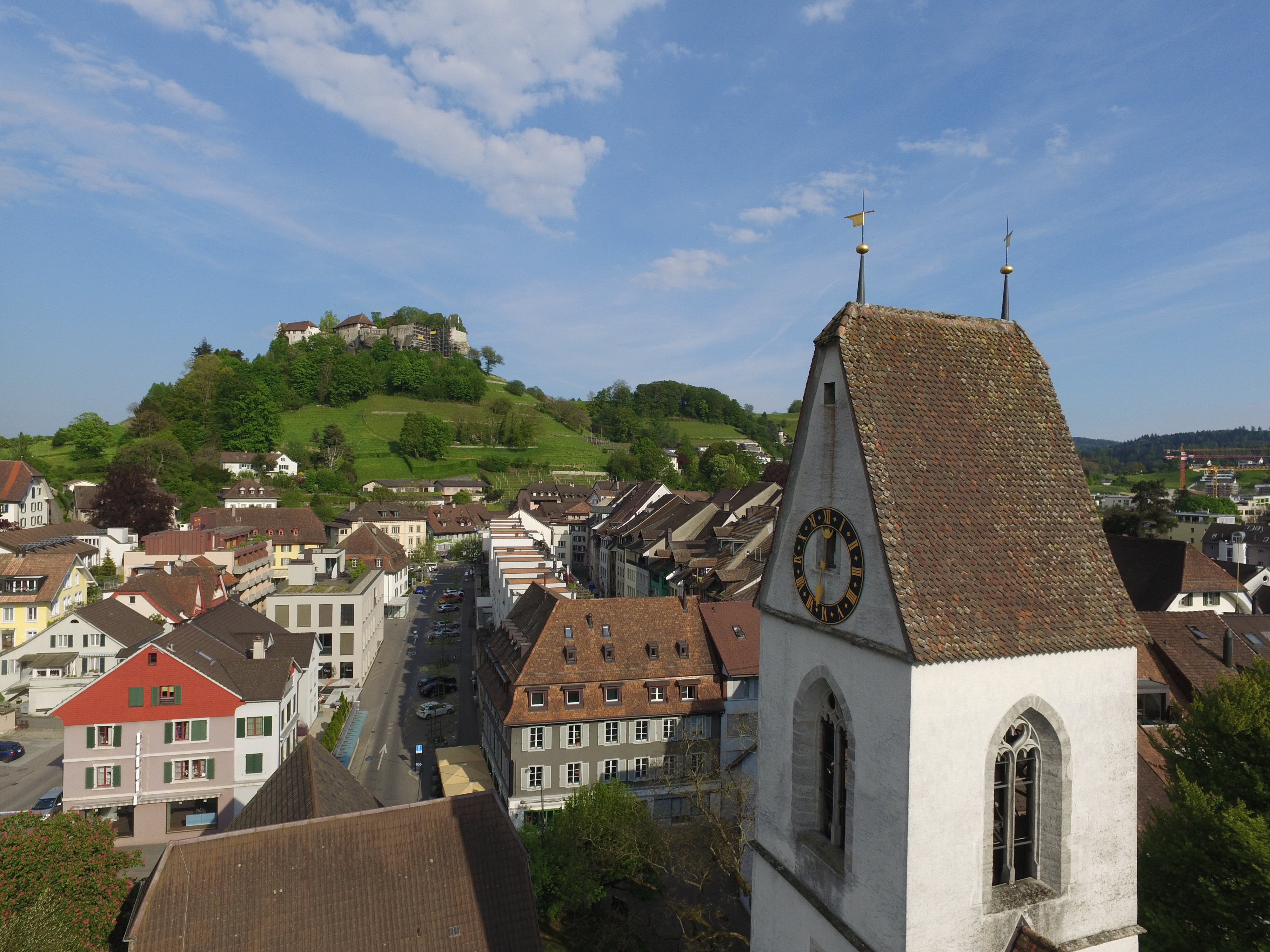
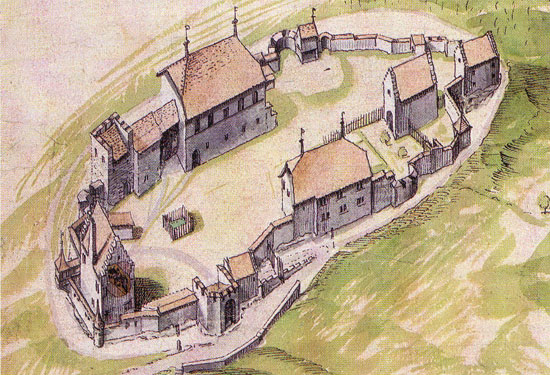
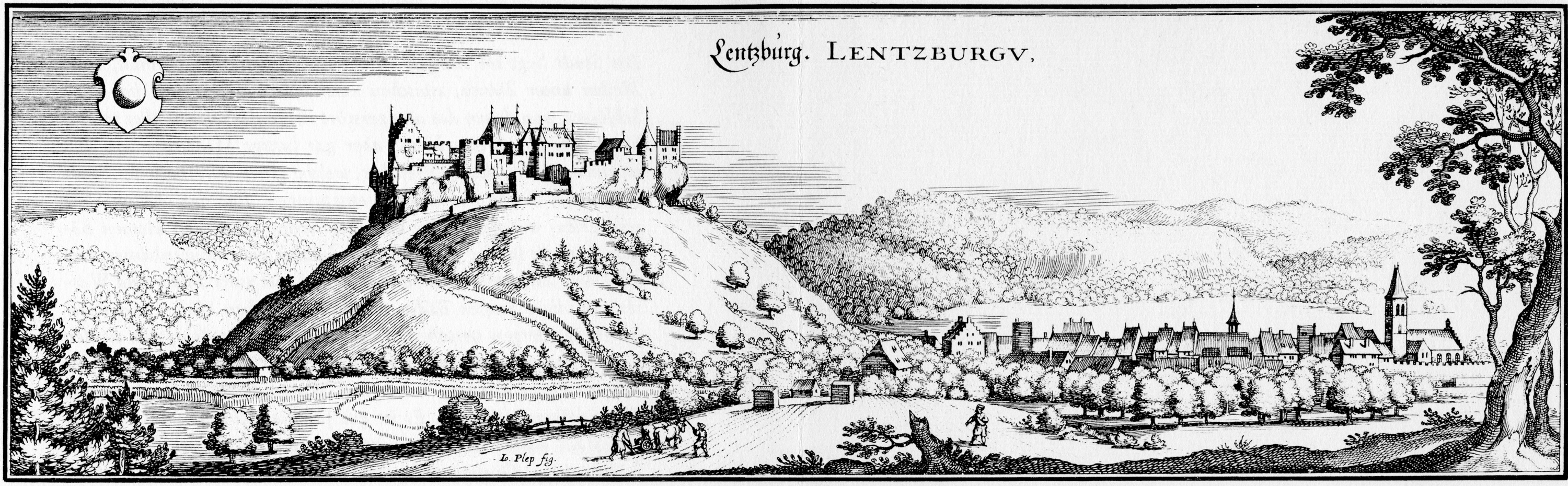